# Teruel (wyrzutnia rakiet)

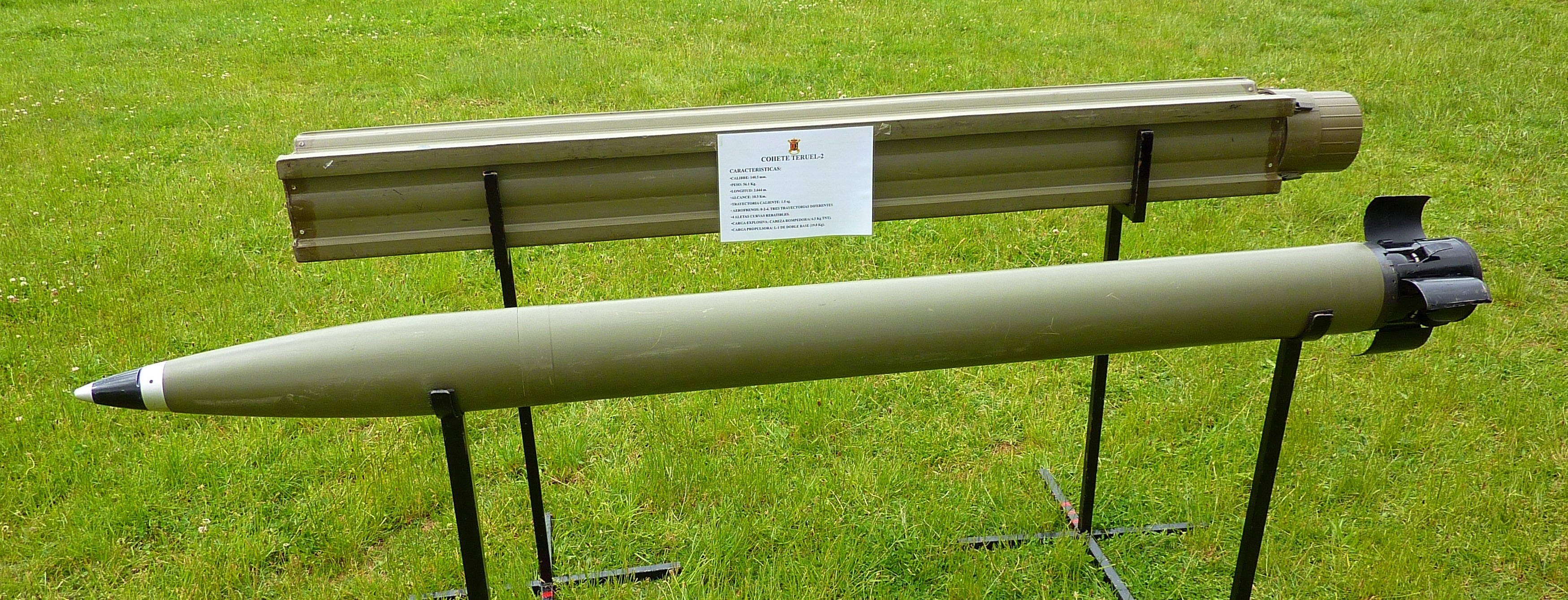
Pocisk rakietowy używany w wyrzutni Teruel

Samobieżna wyrzutnia rakiet Teruel kal. 140 mm (hiszp. Lanzador de cohetes múltiple Teruel) – hiszpańska samobieżna wyrzutnia rakiet z lat siedemdziesiątych XX wieku.

## Historia konstrukcji
Pod koniec lat siedemdziesiątych hiszpański Instytut Badawczo-Rozwojowy Techniki Rakietowej opracował wyrzutnię rakiet kal. 140 mm. Wyrzutnia to została przyjęta na uzbrojenie armii hiszpańskiej, a jej produkcję na początku lat osiemdziesiątych rozpoczęła wytwórnia Santa Bárbara Sistemas. Samobieżna wyrzutnia rakiet otrzymała nazwę Teruel. Zbudowano łącznie 22 wyrzutnie tego typu, w tym 2 prototypu.

## Użycie
Wyrzutnie zostały wprowadzone do użycia w armii hiszpańskiej i znajdują się na wyposażeniu 62 Pułku Artylerii Rakietowej w Astorga, wyposażonego w 12 wyrzutni tego typu.
8 wyrzutni tego typu znajduje się również na wyposażeniu armii Gabonu.

## Opis pojazdu
Wyrzutnia ta została umieszczona na samochodzie ciężarowym Pegaso 3050 o napędzie 6 x 6, z silnikiem wysokoprężnym o poj. 10,5 l. Wyrzutnia rakiet składa się z 40 prowadnic umieszczonych w dwóch blokach po 20 szt. Do wyrzutni używane są dwa typu pocisków rakietowych kal. 140,5 mm różniących się długością i czasem działania silnika rakietowego: dłuższy o masie – 76 kg, długości – 3,32 m i maksymalnej donośności – 28000 m oraz krótszy o masie – 56 kg, długości – 2,04 m i donośności – 18000 m. Rakieta jest wyposażona w głowicę bojową o masie 20 kg odłamkowo-burzącą lub kasetową. Głowica kasetowa może przenosić podpociski kumulacyjno-odłamkowe, dymne lub 6 min przeciwpancernych. Wystrzelenie pełnej salwy 40 pocisków zajmuje 45 sekund, a ponowne załadowanie wyrzutni zajmuje około 5 min. Czas zajęcia pozycji bojowej już załadowanej wyrzutni zajmuje 5 minut.